# 優和
税理士法人 優和（ゆうわ、yu-wa）は、東京都港区に本社を置く税理士法人である。

## 概要
2004年1月、渡辺公認会計士事務所（東京本部）、菱田公認会計士事務所（京都本部）、楢原公認会計士事務所（茨城本部）、飯野公認会計士事務所（埼玉本部）、全国4箇所の会計事務所を統合して税理士法人優和を設立。財務コンサルタントから医療法人まで会計、財務関連を取り扱う企業。『優和公認会計士共同事務所』ともネットワークを結ぶ。

## 本部一覧
- 東京本部 - 東京都港区芝四丁目4-5 三田KMビル2F
- 京都本部 - 京都府京都市中京区御池通高倉西入高宮町200番地 千代田生命京都御池ビル6階
- 茨城本部 - 茨城県古河市長谷町33-7
- 埼玉本部 - 埼玉県蓮田市関山一丁目1-17